# Salmons of Hort
Salmons of Hort är ett samlingsalbum utgivet 1995 på Ampersand Records.

## Låtlista
1. Superdong - "Don Lombardo" (Superdong)
2. Stoned - "Partyland" (M. Jansson, B. Thörnqvist)
3. The Fitzgeralds - "Slipper Hero" (Pelle Gunnerfeldt, Kristofer Åström)
4. Him Kerosene - "You Look New" (N. Renberg, N. Quintana Vikström)
5. Lapdog - "Their Foe" (Lapdog)
6. Millencolin - "Understand" (Millencolin)

### Fotnoter
1. ↑  ”Salmons of Hort”. Svensk mediedatabas. http://smdb.kb.se/catalog/search?q=ampersand&x=0&y=0. Läst 4 april 2012.